# Clyfford Still
Clyfford Still (Grandin, 30 de noviembre de 1904 - Baltimore, 23 de junio de 1980) fue un artista estadounidense, pintor, y además una figura destacada del Expresionismo abstracto, más concretamente de una de sus tendencias principales, la pintura de campos de color.

## Biografía
Nació en la ciudad de Grandin, Dakota del Norte, Estados Unidos. A fines de la década de 1920 y principios de la década de 1930, Still estudió en la Universidad de Spokane, en Washington (Estado), graduándose en arte en 1933. Enseñó en el Centro de  Arte de Spokane durante la Gran Depresión y en la Universidad del Estado de Washington.
Después de trabajar en California entre 1941 y 1943, Still hizo su primera exposición en 1943, en el Museo de Arte Moderno de San Francisco. Unos años después conoció a Mark Rothko e hizo otra exposición. En 1946 obtuvo un trabajo en la Escuela de Bella Artes de California, en San Francisco, pero volvió a Nueva York en 1950.